# Phrynobatrachus cryptotis
Phrynobatrachus cryptotis là một loài ếch trong họ Petropedetidae. Chúng là loài đặc hữu của Cộng hòa Dân chủ Congo.
Các môi trường sống tự nhiên của chúng là các khu rừng khô nhiệt đới hoặc cận nhiệt đới, xavan ẩm, sông, đầm nước, đầm nước ngọt, và đầm nước ngọt có nước theo mùa.